# Военно-полевой роман
«Вое́нно-полево́й рома́н» — советская мелодрама режиссёра и сценариста Петра Тодоровского, основные события которой происходят в послевоенные годы.
Премьера фильма состоялась в 1984 году в основной конкурсной программе 34-го Берлинского кинофестиваля, где Инна Чурикова была награждена «Серебряным медведем» за лучшую женскую роль. В 1985 году «Военно-полевой роман» был номинирован на премию «Оскар» в категории «Лучший фильм на иностранном языке».

## Сюжет
Во время войны молодой солдат Саша Нетужилин без памяти влюбляется в санитарку Любу, которая живёт с его комбатом. Их пути быстро расходятся, чтобы вновь пересечься через несколько лет после войны.
Теперь он женат, работает киномехаником и учится в педагогическом институте на историческом факультете, тогда как она продаёт пирожки на площади Свердлова в Москве. Саша узнаёт, что у Любы есть дочь от комбата, который погиб на войне. Отношения главного героя с грубоватой уличной продавщицей и утончённой женой-педагогом постепенно складываются в классический любовный треугольник…

## В ролях
- Николай Бурляев — Александр Нетужилин, киномеханик
- Наталья Андрейченко — Любовь Ивановна Антипова, продавщица пирожков
- Инна Чурикова — Вера Николаевна, жена Нетужилина, педагог
- Виктор Проскурин — Новиков, заместитель председателя исполкома
- Всеволод Шиловский — Гриша, бывший ухажёр Любы
- Александр Мартынов — майор Миронов, комбат
- Зиновий Гердт — Виктор, администратор кинотеатра
- Елена Козелькова — Соня, жена администратора кинотеатра
- Наталья Ченчик — Нюра, продавщица мороженого
- Катя Юдина — Катя Миронова, дочь Любы
- Ольга Анохина — соседка
- Юрий Дубровин — Терёхин

## История создания

### Сюжет
Сюжет навеян воспоминаниями режиссёра о первых послевоенных годах:

Будучи студентом ВГИКа, как-то зимним промозглым днём я шёл мимо ЦУМа и вдруг услыхал до боли знакомый, с хрипотцой, смех. Обернулся. У стены универмага в телогрейке, в перчатках без пальцев продавала пирожки возлюбленная нашего комбата. Рядом на ящике сидела озябшая, замотанная в какие-то платки девочка. Я долго стоял и не мог оторвать взгляд. Что произошло с ней, красавицей, фронтовой королевой? Почему жизнь так изменила её? Шли годы, а воспоминание о той встрече не давало покоя.

### Подбор актёров
Сначала П. Тодоровский видел в главной роли Светлану Крючкову, но она отказалась из-за больного маленького ребёнка. Молодая мама Наталья Андрейченко некоторое время отказывалась от работы в фильме, отчего режиссёру пришлось проводить дополнительные пробы для Анастасии Вертинской.
Многое в главном герое Саше от самого режиссёра — начиная от реального эпизода с пирожками до личных военных воспоминаний. Поэтому и играть эту роль должен был сам Пётр Ефимович. Существенной преградой выступал его возраст, поэтому на пробах появился Виктор Проскурин (в дуэт к Любе-Вертинской), а позже — Николай Бурляев.
Николай Бурляев с Петром Тодоровским до съёмок фильма знакомы не были. Первая их встреча произошла на пробах, когда актёр прямо в коридоре «Мосфильма» обнял и трижды поцеловал, после чего заявил: «Кончайте пробы! Эту роль я никому не отдам».
«В любом твоём фильме я сыграю что угодно. Скажешь сыграть лошадь — сыграю. Только учти — она будет хромать на левую заднюю» — говорил прихрамывающий в жизни актёр Зиновий Гердт своему давнему другу, режиссёру Петру Тодоровскому. По итогу в «Военно-полевом романе» появилась небольшая, но трогательная роль администратора кинотеатра.
Считаемый многими актёрами примитивный образ дяди Гриши Всеволод Шиловский выбрал самостоятельно:

Он <режиссёр> дико удивился моему желанию, говорит: «Это же всего два съёмочных дня!» Я говорю: «Петь, мне один лейтенант рассказывал, что это целое поколение погибшее: пришли ребята с фронта, иконостас, им по 22—23 года, никому не нужны…» — «Какой тебе лейтенант рассказывал?» Я говорю: «Лейтенант Тодоровский».

### Музыка
Кроме авторской музыки, написанной специально для фильма (композиторов Игоря Кантюкова и Петра Тодоровского), с экрана звучат многочисленные мелодии военных и предвоенных лет. Так из военного блиндажа слышится «Осень» в исполнении Вадима Козина (Не уходи, тебя я умоляю, слова любви сто крат я повторю. Пусть осень у дверей, я это твёрдо знаю, но всё ж «не уходи» тебе я говорю). В детском исполнении звучит «Утомлённое солнце», а в застольном — «Ой, цветёт калина». Кроме того, в фильме использован фрагмент Симфонии № 7 Дмитрия Шостаковича.
Звучащая лейтмотивом песня «Рио-рита» написана композитором Игорем Кантюковым на слова Геннадия Шпаликова специально для этого фильма. Её текст и мелодия перекликаются с одноимённым популярным пасодоблем 1930-х годов. Много лет спустя такое название Пётр Тодоровский даст своей заключительной работе в кино.

### Съёмочные локации
«В 1983 году фильм „Военно-полевой роман“ был выдвинут на „Оскара“ в номинации „Лучший иностранный фильм“. В Америку, на церемонию вручения, полетел один Пётр Тодоровский. Вернувшись в Москву, он вызвал меня к себе в кабинет на „Мосфильме“ и рассказал, что киноакадемики в один голос говорили: „Оскар ваш!“. В том году не было фильма, равного „Военно-полевому роману“ по сюжету и таланту. Но премия „Оскар“ политизирована, тогда заветная статуэтка досталась антисоветской картине о гроссмейстере Викторе Корчном („Диагональ слона“)».
Основная часть фильма была снята в московских павильонах. Под Одессой снимали натурные съёмки — в лиманах военные сцены, в окопах — встречу Саши с Любой.

## Аллюзии
Финал фильма, когда главный герой стучит ногой по водосточным трубам, откуда с грохотом извергаются каскады битого льда, был воспринят кинокритиками как метафорический образ приближающейся оттепели: «В финале освобождённый от любовного дурмана Нетужилин крушит глыбы льда, а ему вторит мартовская капель». Юрий Богомолов считывает смысл этой сцены по-иному:

У него лично всё позади. Лучшее, что он мог сделать в своей жизни, — придумать прекрасную Незнакомку и вдохнуть в неё свою душу — он уже сделал. Оттого и тоска, по-видимому.

## Фестивали и награды
- 1984 — Премия «Серебряный медведь» за лучшую женскую роль (Инна Чурикова)
- 1984 — 17 Всесоюзный кинофестиваль (Киев): в программе художественных фильмов главный приз и диплом[10]
- 1985 — Номинация на премию «Оскар» в категории «Лучший фильм на иностранном языке»